# ONCF E 1100
Les E 1100 constituent une série de locomotives électriques des chemins de fer marocains, construites par Hitachi.
Leur vitesse de service est de 100 km/h.
En 2013, ce vieux matériel ne sert plus beaucoup :
- en remorque sur les trains de phosphates de Khouribga, en cas de problème sur les nouvelles BB36000 louées à Akiem
- pour les remontes en gare
- peut-être sur les trains de phosphates vers Safi